# Chelydra
Chelydra là một chi rùa trong họ Rùa ngoạm (Chelydridae), đây là trong hai chi rùa còn tồn tại của họ rùa ngoạm (snapping turtles), chi còn lại là Macrochelys với loài rùa cá sấu có kích thước lớn hơn nhiều. Những con rùa ngoạm này có nguồn gốc từ châu Mỹ, chi Chelydra có ba loài, một ở Bắc Mỹ và hai loài ở Trung Mỹ, một trong số đó cũng được tìm thấy ở vùng Tây Bắc Nam Mỹ.

## Các loài
Chi rùa Chelydra có các loài sau đây:
- Chelydra acutirostris(W. Peters, 1862) – Rùa ngoạm Nam Mỹ[1]
- Chelydra rossignonii(Bocourt, 1868) – Rùa ngoạm Trung Mỹ[1]
- Chelydra serpentina (Linnaeus, 1758) – Rùa ngoạm thông thường (Bắc Mỹ)[1]
- Chelydra floridana†[2]
- Chelydra laticarinata†[2]
- Chelydra sculpta†[2]

Trong quá trình xếp loại khoa học thì ba loài  Chelydra  còn tồn tại đã từng được coi là một số phân loài của Chelydra serpentina, cùng với một phân loài thứ tư ở Florida là Chelydra serpentina osceola, phân loài Chelydra serpentina osceola hiện được coi là đồng nghĩa với loài Chelydra serpentina 